# MGM Grand Garden Arena
MGM Grand Garden Arena är en arena i Las Vegas i USA.  I arenan arrangeras bland annat konserter samt evenemang inom boxning och MMA.